# 高倉新一郎
高倉 新一郎（たかくら しんいちろう、1902年11月23日 - 1990年6月7日）は、日本の農業経済学者・歴史学者。北海道大学名誉教授。農業経済学・北海道史・アイヌ文化史で業績がある。

## 経歴
1902年、北海道帯広市で実業家・高倉安次郎の子として生まれた。札幌中学校（現北海道札幌南高等学校）で学び、1920年に北海道帝国大学入学した。農学部教授であった高岡熊雄に師事し、農政学植民学を学んだ。1926年、北海道帝国大学農学部農業経済学科を卒業。
卒業後は同年より、北海道帝国大学農学部副手に就き、1927年に助手、1936年に植民学講座の助教授に就任した。1945年、北海道帝国大学に学位論文『アイヌ政策史』を提出して農学博士号を取得。翌1946年に教授に昇格し、植民地学講座を引き継いだ。1953年に経済学部に移籍したが、農学部に戻って図書館長などを務めた後、1966年に北海道大学を退任し、名誉教授となった。その後は、同年より北星学園大学教授として教鞭をとった。1986年に北星学園大学を退職し、名誉教授となった。
研究のために収集した資料は、「高倉文庫」として北海道大学に寄贈され、北方資料の一部となっている。また、北海学園大学退職後は、所有していた図書を「高倉文庫」として北海学園大学付属図書館に寄贈した。墓所は札幌市中央寺にある。
職歴
- 1926年、北海道帝国大学農学部副手
- 1927年、北海道帝国大学農学部助手
- 1936年、北海道帝国大学農学部助教授
- 1946年、北海道帝国大学農学部教授（植民地学講座担当）
- 1953年、北海道大学経済学部教授（農学部教授併任）
- 1955年、北海道大学附属図書館長
- 1957年、北海道大学経済学部長兼務
- 1965年、札幌市民生活協同組合（現生活協同組合コープさっぽろ）組合長(1990年まで)[8]
- 1966年、北海道大学退官・名誉教授、北星学園大学教授
- 1968年、北海学園大学学長・北海学園大学短期大学部学長（1969年まで、兼任）
- 1977年、北海学園北見大学学長（兼任）
- 1980年、北海道開拓記念館館長 北海学園大学を定年退職 学校法人北海学園名誉理事（1990年まで）
- 1981年、北海学園大学名誉学長（1990年まで）
- 1984年、北海学園北見短期大学学長（兼任）
- 1986年、北海学園北見大学・北海学園北見短期大学を依願退職 北海学園北見大学名誉学長（1990年まで）

## 受賞・栄典
- 1949年：北海道新聞文化賞を受賞。
- 1969年：北海道文化賞を受賞。
- 1984年：地域文化功労賞を受賞。

## 研究内容・業績
専門は農業経済学で、北海道をフィールドとして研究を行った。開拓の歴史についても詳しく、『新撰北海道史』、『新北海道史』、『角川日本地名大辞典』に編纂委員・総編集長として編纂に携わった。代表的な著作は、『アイヌ政策史』、『北海道拓殖史』、『北海道の研究』である。

## 家族・親族
父：高倉安次郎は実業家。十勝の産業振興に尽くし、北海道議会議員も務めた。

## 著書
- 『北海道の歴史』（1933年）
- 『北海道文化史序説』（1942年）
- 『アイヌ政策史』（1942年）日本評論社
- 『北辺・開拓・アイヌ』竹村書房 1942
- 『北海道文化史序説』北方出版社 1942
- 『北海道拓殖史』柏葉書院（1947年）
- 『北の先覚』北日本社（1947年）
- 『北海道出版小史』日本出版協会北海道支部 1947
- 『北海道の開拓と開拓者』札幌講談社 北海道農業新書 1947
- 『北海道の歴史』講談社北海道支社 1949
- 『帯広の生いたち』（1954年）
- 『北海道小史』楡書房（1956年）
- 『蝦夷地』至文堂・日本歴史新書（1959年）
- 『千島概史』南方同胞援護会（1962年）
- 『北海道史の歴史：主要文献とその著者たち』みやま書房（1964年）
- 『札幌遠友夜学校』（1965年）
- 『アイヌ研究』北海道大学生活協同組合（1966年）

### 共編著
- 『熊の話』更科源蔵・犬飼哲夫・河野広道共著 観光社 観光シリーズ 1950
- 『北海道の古今』（更科源蔵共著）（1959年）